# Elbira Zipitria
Elbira Zipitria Irastorza (Zumaia, 28 maggio 1906 – Donostia-San Sebastián, 26 dicembre 1982) è stata una pedagoga spagnola di origini basche, promotrice dell'insegnamento in lingua basca.

## Biografia
Nasce a Zumaia, nella Gipuzkoa, ma da bambina si trasferisce con la famiglia nella vicina San Sebastián, dove nel 1922 inizia gli studi per diventare maestra di scuola primaria. Completa gli studi nel 1926 e inizia a lavorare nel centro educativo in lingua basca Koruko Andre Mariaren Ikastetxea ("scuola Santa Maria del Coro") a San Sebastián, insegnando a bambini fino ai 6 anni.
Oltre all'insegnamento in basco, in questo periodo Zipitria si impegna anche nel campo politico e culturale. Ha militato infatti nell'Emakume Abertzale Batza (la sezione femminile del Partito Nazionalista Basco, della quale diventerà segretaria nel 1934), nell'Euskaltzaleak (Azione Popolare Baasca) e nell'Eusko Ikaskuntza (Società di studi baschi).
Durante la Seconda Repubblica spagnola fonda a San Sebastián la prima ikastola, cioè una scuola dove la lingua veicolare è il basco. Con lo scoppio della guerra civile spagnola nel 1936 si rifugia nella provincia francese di Lapurdi, parte del Paese basco settentrionale, prima ad Ascain, poi a Ciboure, a Sare e infine, nel 1939, a Saint-Jean-de-Luz.
Dopo la fine della guerra ritorna a San Sebastián dove inizia a impartire lezioni private. Sotto la dittatura franchista la Spagna attuò varie politiche di assimilazione ai danni della cultura e della lingua basca, imponendo lo spagnolo come unica lingua ufficiale. A causa di queste politiche, le ikastola furono costrette ad operare in clandestinità, ma dal 1943 Zipitria continuò a dare lezioni private di basco, sfruttando una scappattoia legale che prevedeva la possibilità di istruire privatamente i bambini fino ai 9 anni. Queste lezioni inizialmente impartite in case private di San Sebastián, e a gruppi di alunni non numerosi, ma dal 1946 inizia a utilizzare a quedto scopo la sua casa.
Con l'aumento del numero di alunni emerse la necessità di trovare altri docenti, il che portò Zipitria a dedicarsi anche alla formazione di nuove maestre in basco. Continuò a formare nuovi docenti bascofoni fino al 1968. Nel 1957 una delle sue educande aprì la prima ikastola a Bilbao, mentre negli anni successivi altre maestre formate da Zipitria apriranno centri anche a San Sebastián e in altri paesi della Gipuzkoa.
Nel 1970, dopo diversi anni di scontri con le autorità che si rifiutavano di riconoscere la validità delle ikastola, si autorizzò l'apertura dell'ikastola Orixe a San Sebastian. L'anno successivo Zipitria va in pensione e si ritira a vita privata.